# Alicia V. Rubio
Alicia Verónica Rubio Calle (Logroño, 13 de enero de 1962) es una escritora, política y profesora de Educación Física. Fue diputada de la Asamblea de Madrid por VOX en la XI y XII Legislatura.

## Biografía
Nacida el 13 de enero de 1962 en Logroño, se licenció en Filología clásica por la Universidad de Salamanca en 1986.  Aprobó el concurso de oposición del Ministerio de Educación y Ciencia para el cuerpo de Profesores de la especialidad de Educación Física en Educación Secundaria en 1989. Está casada, tiene tres hijos y vive en Madrid.

## Actividad política
Fue integrante de la ejecutiva nacional de Vox como vicesecretaria de Movilización, ha participado como tertuliana eventual y colaboradora de programas de radio y televisión. Se presentó como número 11 de Vox a las elecciones al Congreso de los Diputados de diciembre de 2015 por la circunscripción de Madrid.
Fue cesada, tras unas campañas de presión frente a su centro educativo orquestadas por el Sindicato de Estudiantes, de su puesto como jefa de estudios del IES Arquitecto Peridis de Leganés en 2017, tras apoyar el autobús de Hazteoir.org contrario a la "ley trans" de la Comunidad de Madrid, y publicar su libro Cuando nos prohibieron ser mujeres… y os persiguieron por ser hombres.
Está posicionada en contra del aborto, de lo que ella llama «ideología de género» y frontalmente en contra de la Ley Orgánica de Medidas de Protección Integral contra la Violencia de Género, posicionamientos en los que basa su trayectoria política y como escritora. Asimismo, en los últimos años ha desarrollado parte de sus investigaciones sobre los presuntos intentos de normalización de la pederastia. También se opone a la llamada Agenda 2030.
Incluida en el número 7 de la lista de Vox de cara a las elecciones a la Asamblea de Madrid de mayo de 2019, resultó elegida diputada de la xi legislatura del parlamento regional.[cita requerida]
En las elecciones a la Asamblea de Madrid de 2021, volvió a ocupar el séptimo puesto de la lista electoral de Vox, revalidando el escaño en la XII legislatura del parlamento regional.[cita requerida]
En enero de 2023 anunció que no se volvería a presentar, por decisión propia, a las elecciones autonómicas del 28 de mayo de 2023. Asimismo, afirmó que seguiría escribiendo e investigando sobre la ideología de género y sus efectos.

## Obras publicadas
- Cuando nos prohibieron ser mujeres... y os persiguieron por ser hombres: Para entender cómo nos afecta la ideología de género. 2016[9][10]
- Castizos: Los mantones de Doña Teresa. 2017.
- Feminismo sin complejos. 2021.
- ...y os utilizaron por ser niños. Adoctrinamiento y desprotección para legalizar la pederastia. 2023.

## Citas y pensamiento
Alicia Rubio fue, probablemente, una de las primeras persona que escribió en España de forma pública y directa contra la Ley de Violencia de Género, así como contra el supuesto "adoctrinamiento" en las aulas en lo que ella denomina ideología de género, y contra las actividades de educación sexual para niños.
En los últimos años, Rubio se ha opuesto a las llamadas "leyes trans". Asimismo, ha investigado con especial ahínco todo lo relativo a los intentos de normalizar la pederastia por parte de los grupos pedófilos. En una ocasión, llegó a sostener que existe una revolución pornomarxista llevada a cabo por homosexuales y pedófilos que intenta instaurar su modo de vida como nueva clase dominante que son.
Entre sus citas más importantes destacan:
- «El feminismo es cáncer».[5]
- «No hay que defender a los niños homosexuales, si es que existe semejante cosa, o a los niños trans. Hay que defender a todos los niños».[5]
- «Yo pondría como asignatura obligatoria, en vez de feminismo, costura (...) empodera mucho coser un botón».[12]
- «Quien escribe en el corazón de un niño, escribe para siempre», frase que presenta de forma reiterada en sus libros y conferencias, de origen anónimo.[cita requerida]